# Statssekreterarnas råd (Dominikanska republiken 1905)
Detta är en lista över Statssekreterarnas råd som styrde Dominikanska republiken 25-29 december 1905.
| Namn                            | Ämbetsperiod                   |
| ------------------------------- | ------------------------------ |
| Manuel Lamarche García          | 25 december – 29 december 1905 |
| Emiliano Tejera                 | 25 december – 29 december 1905 |
| Andrés Julio Montolío           | 25 december – 29 december 1905 |
| Francisco Leonte Vásquez Lajara | 25 december – 29 december 1905 |
| Carlos Ginebra                  | 25 december – 29 december 1905 |
| Eladio Victoria                 | 25 december – 29 december 1905 |
| Federico Velásquez y Hernández  | 25 december – 29 december 1905 |